# Andrei Alexandrowitsch Mironow

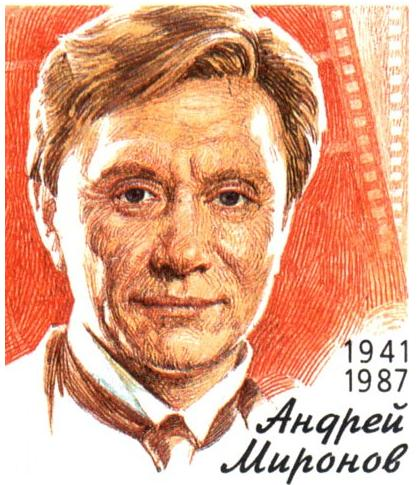
Andrei Mironow auf einer russischen Briefmarke

Andrei Alexandrowitsch Mironow (russisch Андрей Александрович Миронов; wiss. Transliteration: Andrej Alexandrovič Mironov; * 7. März 1941 in Moskau; † 16. August 1987 in Riga) war ein russischer Filmschauspieler, der Hauptrollen in vielen der populärsten Sowjetfilme gespielt hatte, darunter Der Brillantenarm, Vorsicht, Autodieb! oder Die unglaubwürdigen Abenteuer der Italiener in Russland. Mironow war außerdem ein berühmter Sänger.
Mironows Eltern waren landesweit als ein Komikerduo bekannt. Sein jüdischer Vater war Alexander Menaker. Seine Mutter war Marija Wladimirowna Mironowa, die im Jahr 1990 den Titel der Volkskünstlerin der UdSSR erhielt.

## Leben
Mironow besuchte die Schauspielschule des Wachtangow-Theaters in den frühen 1950er Jahren. Zwischen 1958 und 1962 studierte er Schauspielerei in der Moskauer Schtschukin-Theaterhochschule. Ab 1962 war er ständiges Mitglied der Truppe des Moskauer Theaters der Satire. 1962 spielte er in seinem ersten Film Und wenn das Liebe ist. Am 18. Dezember 1980 wurde ihm der Titel des Volkskünstlers der RSFSR verliehen.
Mironow war bekannt und geschätzt für seine Rollen in den Filmen von Eldar Rjasanow, Leonid Gaidai, Mark Sacharow und anderer Filmregisseure. Er hatte ein großes Talent für das Spielen komischer Personen und hatte eine breite Palette an Rollen (z. B. eines sowjetischen Bürokraten, Figaro, romantischer Spion, Mitglied der russischen Intelligenzija, einen Betrüger, einen Filmpionier, einen Geschichtenerzähler usw.)
Auf einer seiner Touren durch Lettland im Jahr 1987 verlor er das Bewusstsein während einer Vorstellung in Figaros Hochzeit. Er wurde ins Krankenhaus gebracht, wo er zwei Tage später am 16. August verstarb. Dies geschah lediglich zwei Wochen, nachdem sein enger Freund und häufiger Filmpartner Anatoli Papanow verstarb. Die Todesursache von Mironow war eine intensive innere Blutung wegen eines angeborenen Gehirnaneurysmas. Mironow wurde in Moskau auf dem Wagankowoer Friedhof beigesetzt.

## Privates
Mironow war zweimal verheiratet. Seine erste Ehefrau war Jekaterina Gradowa, mit der er eine Tochter Marija Andrejewna Mironowa hatte, die heute ebenfalls Schauspielerin ist, unter anderem spielte sie in den Filmen Wächter der Nacht (2004) und Wächter des Tages (2006). Mironows zweite Ehefrau war Larissa Golubkina, die für ihre Rolle als verkleidetes Husarenmädchen im Film Husarenballade bekannt ist. Die nicht-leibliche Tochter aus der zweiten Ehe, Marija Golubkina, ist heute ebenfalls eine erfolgreiche Schauspielerin.

## Sonstiges
Nach Andrei Mironow ist der Kleinplanet (3624) Mironov benannt, den die ukrainisch-sowjetischen Astronominnen L. G. Karatschkina und Ljudmyla Schurawlowa 1982 entdeckten.

## Filmografie (Auswahl)
- 1966: Vorsicht, Autodieb! (Beregis Awtomobilja)
- 1968: Der Brillantenarm (Brilliantowaja ruka)
- 1969: Ljubit… Lieben… (Ljubit)
- 1971: Die Alten, diese Räuber (Stariki-razboyniki)
- 1974: Der Strohhut (Solomennaya shlyapka)
- 1974: Die unglaubwürdigen Abenteuer der Italiener in Russland (Newerojatnyje prikljutschenija italjanzew w Rossii)
- 1976: Der blaue Welpe (Goluboy shchenok)
- 1976: Zwölf Stühle
- 1978: Das gewöhnliche Wunder (Obyknovennoye chudo)
- 1982: Märchen einer Wanderung (Skaska stranstwi)
- 1985: Der Sieg
- 1987: Der Mann vom Kapuziner-Boulevard (Tschelowek s bulwara Kapuzinow)
- 1987: Der Pfadfinder (Sledopyt)